# بوغد خانات منغوليا
دام حكم بوغد خانات منغوليا (بالإنجليزية: Bogd Khanate of Mongolia) (منغوليا الخارجية) بين عامي 1911 و1919 ومن جديد استلموا الحكومة بين عام 1921 حتى عام 1924. ومع حلول ربيع عام 1911، أقنع بعض النبلاء المنغوليين من الطبقة البارزة، بما في ذلك الأمير توغز - أوشرير نامانسناسورين، بوغد خان إلى عقد اجتماع بين النبلاء والمسؤولين الكنسيين لمناقشة الاستقلال عن سلالة تشينغ الحاكمة بقيادة المانشو. وفي 30 نوفمبر من عام 1911، أنشأ المغول حكومة خلخا المؤقتة. في 29 ديسمبر من عام 1911، أعلن المغول استقلالهم عن سلالة تشينغ التي دبَّ فيها الضعف وانهارت بعد ثورة شينهاي. وقد نصَّبوا بوغد جيجين الثامن لأعلى سلطة بوذية تبتية في منغوليا، وذلك بصفة دينية، والذي حصل على لقب بوغد خان أو «الحاكم المقدس» فيما بعد. عُدَّ بوغد خان آخر خانات منغوليا. وقد أدى ذلك إلى نشوء فترة أُطلق عليها اسم «منغوليا الدينية» والمعروفة أيضًا باسم بوغد خانات.
تميزت تلك الفترة بوجود ثلاث تيارات تاريخية متنازعة. إذ كانت الأولى تتضمن جهود المغول في سعيهم لتحقيق دولة ثيوقراطية مستقلة والتي من شأنها احتضان منغوليا الداخلية، وبارجا (المعروفة أيضًا باسم هولونبوير)، ومنغوليا العليا، والأويرات، وتانو يوريانخاي. أما التيار الثاني فقد سعى إلى حثّ الإمبراطورية الروسية على تحقيق الهدفين التوأمين المتمثلين في ترسيخ تفوقها وقوتها في البلاد، لكن في نفس الوقت العمل على ضمان استقلال منغوليا في إطار الدولة الصينية المستقلة حديثًا. أما التيار الثالث فكان في السعي إلى النجاح المطلق الذي حققته الصين في القضاء على فكرة استقلال منغوليا الذاتي وبالتالي فرض سيادتها على البلاد.

## الحالات
- سلالة تشينغ الحاكمة 1691 - 1912
- بوغد خانات منغوليا 1912 - 1921
- جمهورية الصين 1919 - 1921
- بوغدخانات منغوليا (دور حزب الشعب المنغولي) 1921 - 1924

## الاسم
عُدّ الاسم الرسمي لبوغد خان هو «إيكش منغول أولس» بمعنى «الدولة المنغولية العظمى». أما الاسم المنغولي الأكثر استخدامًا بشكل عام هو دولة منغوليا الكبرى) أو «خان أولس». أما الاسم الرسمي الصيني فقد كان (دام ينغو غو، الدولة المنغولية العظمى).